# مخلاف صنعاء
مخلاف صنعاء هو مخلاف يمني في عهد النبي محمد رسول الله، وكان أحد المخاليف اليمنية الأربعة حينها وهي مخلاف تهامة ومخلاف حضرموت ومخلاف الجند.